# Erna Steuri
Erna Steuri (Grindelwald, 22 april 1917 - aldaar, 25 november 2001) was een Zwitserse alpineskiester.

## Belangrijkste resultaten

### Olympische Winterspelen
| Jaar | Plaats                 | Discipline  | Onderdeel      | Resultaat |
| ---- | ---------------------- | ----------- | -------------- | --------- |
| 1936 | Garmisch-Partenkirchen | alpineskiën | combinatie (v) | 4e        |

### Wereldkampioenschappen
| Jaar | Plaats    | Discipline  | Onderdeel | Resultaat |
| ---- | --------- | ----------- | --------- | --------- |
| 1938 | Engelberg | alpineskiën | slalom    | Brons     |